# 萨米·穆斯托宁
萨米·穆斯托宁（芬蘭語：Sami Mustonen，1977年4月6日—），芬兰男子自由式滑雪运动员。他曾代表芬兰参加1998年、2002年和2006年冬季奥林匹克运动会自由式滑雪比赛，获得一枚铜牌。